# Tobi Vail
Tobi Vail (Olympia, Washington (EUA) el 1969) és una música independent, activista feminista, pionera Riot Grrrl i fanzinera DIY (Do It Yourself). Va formar part de The Go Team juntament amb Calvin Johnson (Beat Happening, K Records) i va fundar les mítiques Bikini Kill, que van posar els fonaments de l'emergent comunitat moviment Riot Grrrl i van ajudar a solidificar una idea de feminisme punk que es convertiria en global, i de la qual Vail es convertiria en una de les portaveus.